# Kobyla Góra (Wzgórza Ostrzeszowskie)
Kobyla Góra – najwyższe wzniesienie Wielkopolski (284 m n.p.m.) położone w paśmie Wzgórz Ostrzeszowskich 700 m od drogi Marcinki – Parzynów w miejscowości Zmyślona Parzynowska.

## Budowa geologiczna
Wzniesienie Kobyla Góra zbudowana jest z glacitektonicznie zaburzonych osadów glacjalnych zlodowaceń południowopolskich. Są to głównie piaski i żwiry morenowe, oraz zaburzone osady miocenu (iły i mułki) i pliocenu (piaski i żwiry) w obrębie moreny czołowej zlodowacenia Sanu II. Najwyższą część kulminacji wzniesienia budują piaski ze żwirem.

## Zagospodarowanie
Przed II wojną światową w pobliżu Kobylej Góry eksploatowano tak zwane „kwarcyty ostrzeszowskie” będące piaskowcami i piaskowcami zlepieńcowatymi o spoiwie krzemionkowym wieku mioceńskiego. Skały te znalazły się na powierzchni terenu dzięki silnym i głębokim zaburzeniom podłoża skalnego wywołanym przez lądolody skandynawskie.
Wzniesienie pokrywa w głównej mierze las sosnowy, na jego południowo-zachodnich i zachodnich stokach dominują łąki, natomiast od strony północnej pola uprawne. Po zdetronizowaniu Bełczyny uznawanej za najwyższe wzniesie Wielkopolski, na wierzchołku Kobylej Góry w 1974 r. ustawiono głaz pamiątkowy, informujący że to ona jest najwyższym punktem tego regionu. Inauguracja odsłonięcia głazu odbyła się w czasie obchodów Dni Ziemi Ostrzeszowskiej przy udziale PTTK, władz ludowych (naczelnika Gminy i przedstawiciela Powiatowej Rady Narodowej) oraz harcerstwa. Na wierzchołku Kobylej Góry od 7 maja 1999 roku znajduje się tzw. jubileuszowy „Krzyż Wielkopolski” wzniesiony z okazji przełomu II i III tysiąclecia istnienia chrześcijaństwa. Ma on 20 m wysokości, a rozpiętość jego ramion wynosi 10,2 m, całość konstrukcji waży ponad 10 ton.
Na kulminacji wzniesienia znajdują się również pamiątkowe kamienie z wmurowanym i oprawionym okruchem skały z Bazyliki Grobu Świętego, opisywanym jako kamień z grobu Pana Jezusa, oraz „Dzwon Jana Pawła II” poświęcony 18 września 2006 roku. „Dzwon Jana Pawła II” na Kobylej Górze bije codziennie o godzinie 15:00 (godzina śmierci Jezusa Chrystusa) oraz w każdą sobotę o godzinie 21:37 (dzień i godzina śmierci Jana Pawła II). W 2014 roku przeprowadzono konserwację krzyża i zamontowano jego oświetlenie, w tym samym roku posadowiono na stoku Kobylej Góry figurę św Józefa oraz wybudowano przy parkingu „Bramę świętego Jana Pawła II” a na szyczcie wzniesienia drewnianą wiatę turystyczną. Na wschód od kulminacji wzgórza posadowiona jest wieża przekaźnikowa sieci komórkowej. Na Kobylą Górę prowadzą piesze i rowerowe szlaki turystyczne PTTK. Na południowym stoku wzniesienia znajduje się parking dla pojazdów oraz polana z ławami i zadaszeniem używana w czasie odprawiania nabożeństw i spotkań.

## Funkcja społeczna
Kobyla Góra od 2000 roku stała się miejscem pielgrzymek wiernych z diecezji kaliskiej, wpływ mają na to postawiony tu "Dzwon Jan Pawła II",  "Wielkopolski Krzyż" jubileuszowy dokoła którego rozsypano ziemię z pobliża Golgoty i Bazyliki Grobu Świętego, oraz kamienie pamiątkowe z wmurowanym w 2003 r. okruchem skały z tejże bazyliki.
Wzniesienie to pełni również rolę łącznika kilku szklaków turystycznych. Na szczyt prowadzą szlaki:
- zielony (pieszy) tranzytowy PTTK
- czerwony (pieszy) powiatowy PTTK
- żółty (pieszy) powiatowy PTTK
- zielony (Transwielkopolska Trasa Rowerowa)

Kobyla Góra jest też miejscem wykonywania dalekich obserwacji, z południowych stoków tego wzniesienia, zlokalizowanych na zachód od parkingu dla pojazdów, przy sprzyjającej pogodzie dojrzeć można Sudety Wschodnie, oraz Elektrownię Opole.

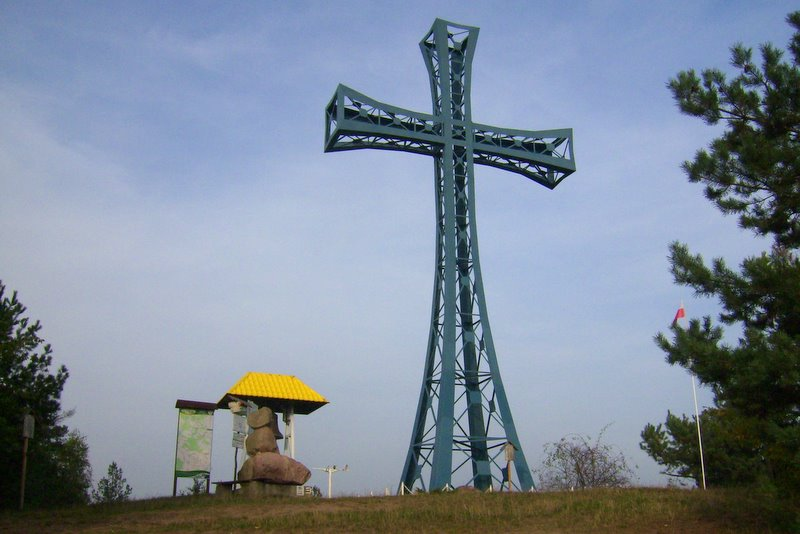
„Krzyż Wielkopolski” i „Dzwon Jana Pawła II”
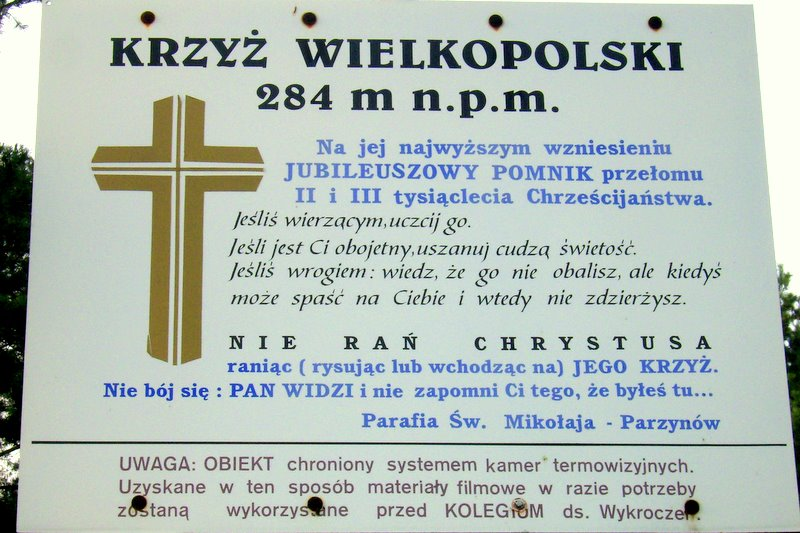
Tablica informacyjna na szczycie
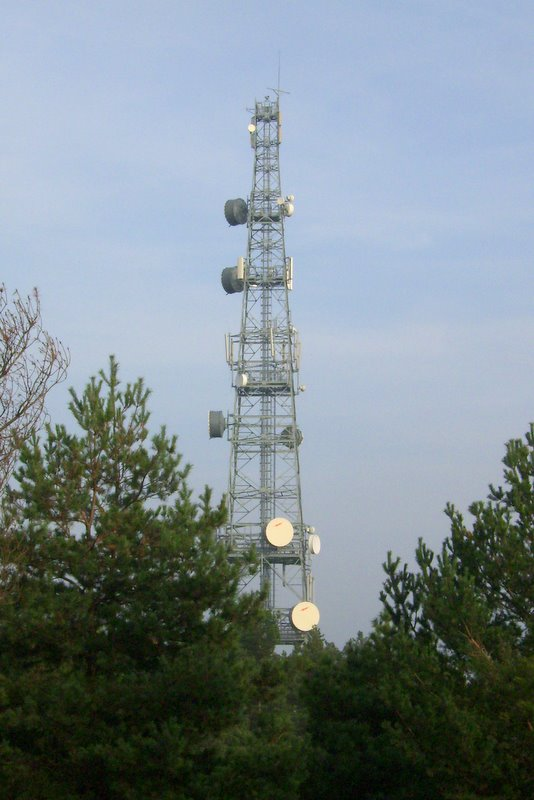
Widok na przekaźnik telefonii komórkowej
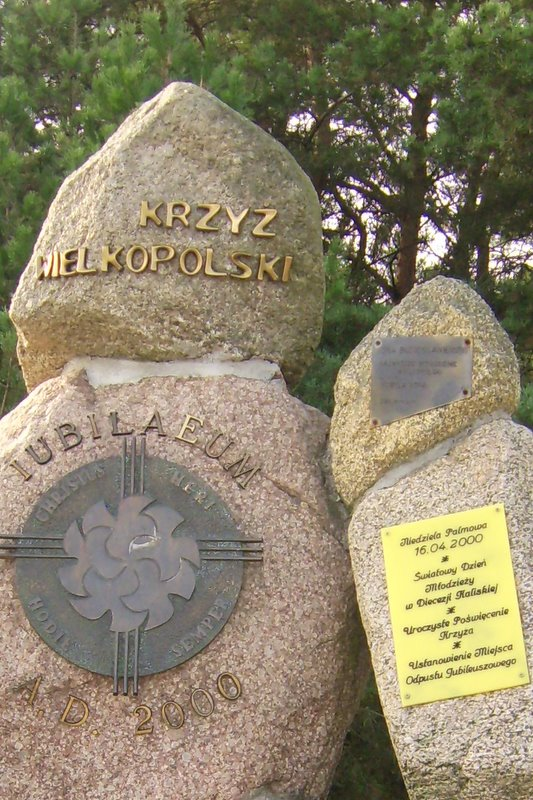
Kamienie pamiątkowe na szczycie
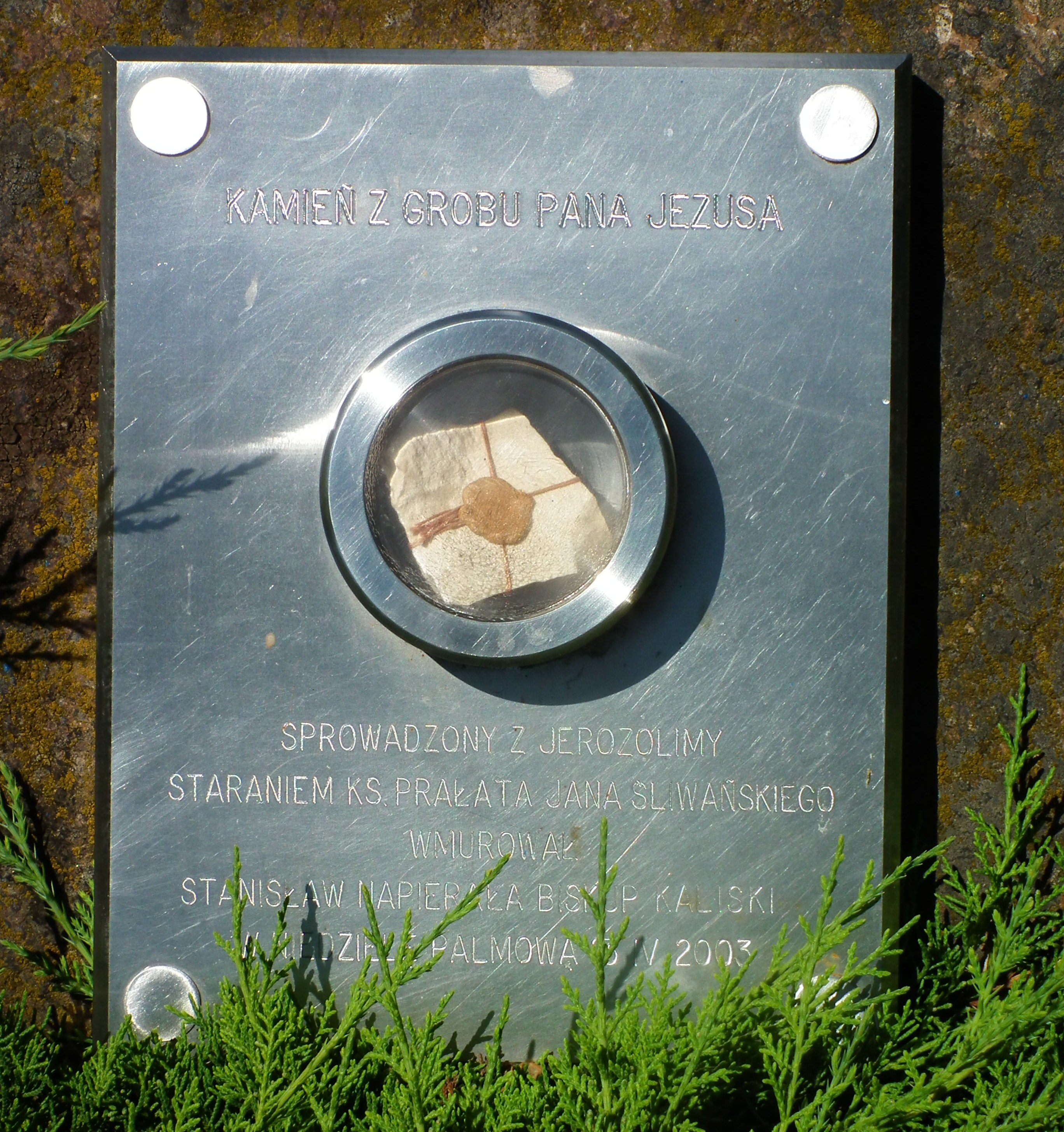
Fragment skały z Bazyliki Grobu Świętego
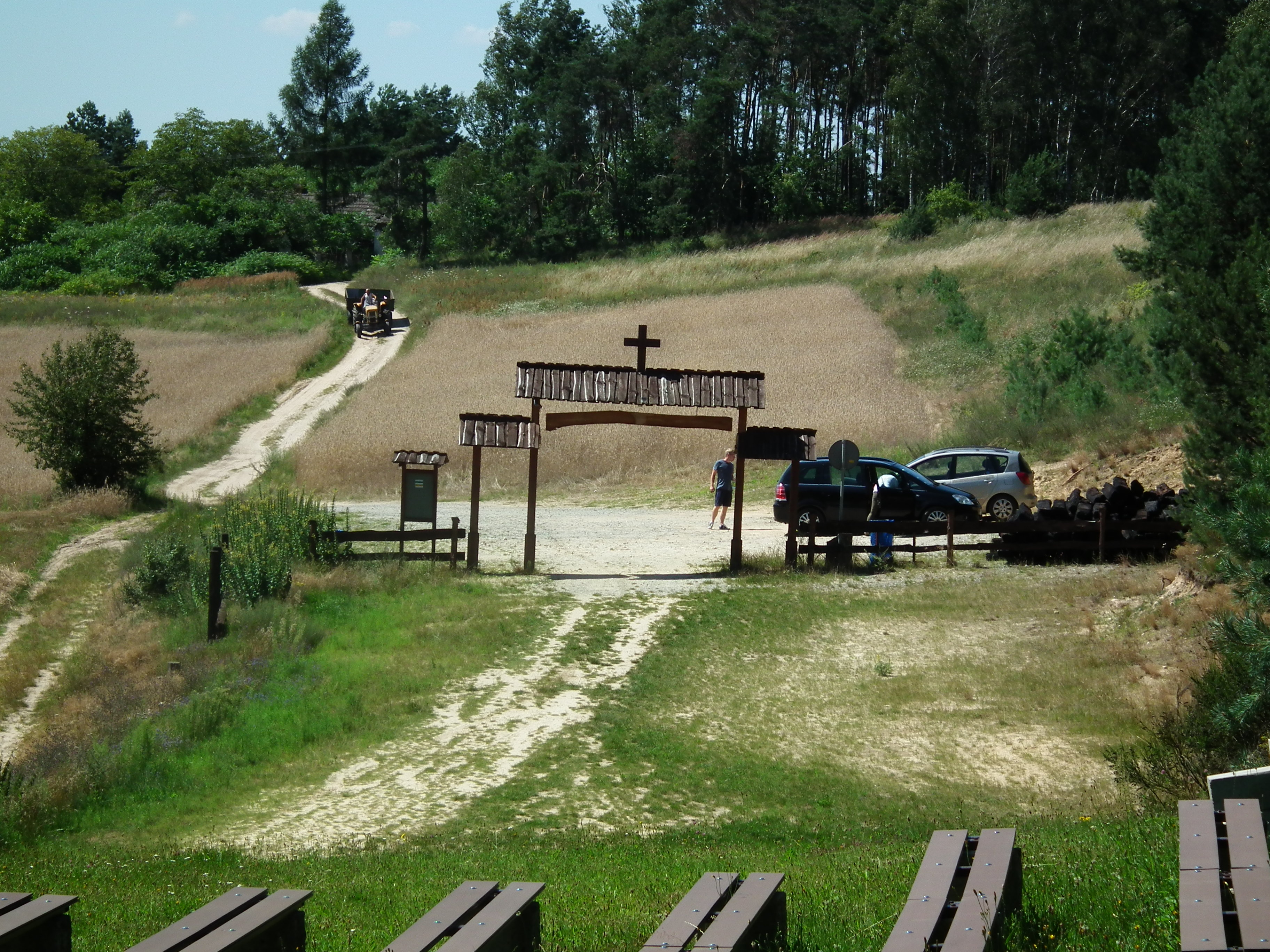
„Brama świętego Jana Pawła II”